# 遠藤亮
遠藤 亮（えんどう あきら、1973年1月7日 - ）は、NHKのアナウンサー、プロデューサー。

## 人物
東京都出身。駿台甲府高等学校を経て、早稲田大学政治経済学部を卒業し、同大学院理工学研究科博士前期課程を修了後、1997年（平成9年）に入局。
2004年に気象予報士の資格を取得した。
2022年6月27日放送のおはよう中国にて、DJの出山知樹より、東京への異動が伝えられた。

## 現在の担当業務
- アナウンスグループ統括（部長級)
- 福岡局制作番組の編集責任者
- 九州沖縄で働くアナウンサーのサポート業務
- 福岡県・九州沖縄地方のニュース
- はっけんラジオ（不定期）

## 過去の担当番組
福島放送局時代（1997年度 - 2000年度）
- 福島県のニュース・中継・リポート

釧路放送局時代（2001年度 - 2003年度）
- 北海道道東のニュース・中継・リポート
- タンチョウテレビ
- 北海道中ひざくりげ（釧路根室エリア旅人）

東京アナウンス室時代（2004年度 - 2007年度）
- スタジオパークからこんにちは（司会、2007年4月4日 - 2008年3月21日）

広島放送局時代（2008年度 - 2012年7月）
- 広島県・中国地方のニュース・リポート
- いっちゃん!ひろしま
- 熱討ひろしま
- 2011年3月の東北地方太平洋沖地震発生時には、福島放送局に応援で派遣され、災害情報を中心にローカルニュースを担当した。
- お好みワイドひろしま（代理キャスター）
- ひろしまニュース845（随時担当）

盛岡放送局時代（2012年8月 - 2016年6月）
- 岩手県のニュース・中継・リポート
- おばんですいわて（編集責任者・代理キャスター）
- ニュースいわて845（随時担当）
- ニュース645 （随時担当）
- おはよういわて（随時担当）
- 放送部副部長（2014年6月-2016年6月）
- 盛岡局制作番組の編集責任者

東京アナウンス室（2016年6月 - 2017年3月）
- ぼくらの青春 J-POP 平成ミュージック・グラフィティー（ラジオ第1放送・司会　2016年度）
- グローバルディベートWISDOM（NHK BS1）
- コズミックフロント☆NEXT（NHK BSプレミアム）ナレーション （不定期）
- ワイルドライフ（NHK BSプレミアム）ナレーション （不定期）
- 古典芸能への招待（NHK Eテレ）司会 (不定期）
- NHK BSニュース 主に深夜未明早朝帯、不定期で担当。

日本語センター出向時代（2017年度 - 2019年6月10日）
- あさイチ リポーター（2017年6月 - 2019年6月10日）

広島放送局時代（2度目）（2019年6月11日 - 2022年6月）
- 広島県・中国地方のニュース
- ひろしまニュース845（不定期）
- ニュースちゅうごく645（不定期）
- 2019年10月の令和元年東日本台風（台風19号）では、福島放送局に応援で派遣され、災害情報を中心にローカルニュースを担当した。

ラジオセンター時代（2022年7月 - 2025年6月）
- チーフプロデューサー業務

福岡放送局時代（2025年7月 - ）